# Phường 4, Quận 10
Phường 4 là một phường thuộc Quận 10, Thành phố Hồ Chí Minh, Việt Nam.
Phường 4 có diện tích 0,17 km², dân số năm 2021 là 12.584 người,  mật độ dân số đạt 74.023 người/km².